# De Kruitfabriek
De Kruitfabriek was een actualiteits- en duidingsprogramma dat van 17 september 2012 tot 8 maart 2013 uitgezonden werd op de Vlaamse commerciële zender VIER. De centrale presentator van het programma was Tom Lenaerts. Op vrijdag was Sofie Lemaire de hoofdpresentatrice. De titel van het programma werd ontleend aan de opnamelocatie, een oude kruitfabriek achter de gebouwen van Woestijnvis.
Het programma werd aanvankelijk elke weekdag uitgezonden en duurde ruim een uur. Vanaf 7 januari 2013 werden de uitzendingen ingekort tot ongeveer 50 minuten. Vanaf 11 maart 2013 werd het vervangen door De Slimste Gemeente. Op 24 april 2013 werd bevestigd dat het programma definitief wordt geschrapt en niet meer terugkeert door tegenvallende kijkcijfers en ondermaatse reclame-inkomsten. Gilles De Coster en Christophe Deborsu denken na over een nieuw format.

## Presentatoren
- Tom Lenaerts, hoofdpresentator, voorheen bekend van onder meer Schalkse Ruiters en De Pappenheimers (als Tom Lenaerts op vakantie is, werd hij vervangen door Mark Uytterhoeven)
- Sofie Lemaire, voormalig radiopresentator van Studio Brussel en bekend van Music For Life
- Gilles De Coster, voormalig presentator van De ochtend op Radio 1
- Lieven Scheire, lid van de cabaretgroep Neveneffecten, voormalig fysicakenner bij De Laatste Show en bekend van Scheire en de schepping
- Christophe Deborsu, voormalig journalist bij de Franstalige publieke omroep RTBF

## Rubrieken
De Kruitfabriek had enkele rubrieken die op willekeurige momenten werden uitgezonden. Deze rubrieken waren onder andere:
- De woordenaar, Bruno Vanden Broecke verwoordt op een poëtische wijze een onderwerp uit de actualiteit. (altijd op vrijdag)
- De weekendtips van Jelle De Beule (elke vrijdag)
- Nieuws dat de hoofdpunten net niet haalde (elke vrijdag)
- Weetjes van Sofie / Wat hebben we vandaag bijgeleerd?
- Kama op de koffie, Kamagurka gaat bij gepensioneerden op bezoek die hun visie of verhaal over een onderwerp vertellen.
- Tijd te veel?, meestal grappige filmpjes die op het internet gevonden zijn.
- Cijferkessoep
- Arm Vlaanderen, een komiek, acteur of actrice beeldt opmerkelijke reacties over actuele onderwerpen uit.

## Internationale gasten
Een aantal internationaal bekende mensen waren te gast in De Kruitfabriek, waaronder: Ed Sheeran, Pamela Anderson, Tori Amos (enkel optreden) en Joss Stone (enkel optreden).

## Kijkcijfers
De eerste uitzending van De Kruitfabriek, op 17 september 2012, werd met 479.858 kijkers het meeste bekeken. Daarna halveerden de kijkcijfers en trok het programma rond de 200.000 kijkers. De vrijdagse uitzending trok meestal rond de 100.000 kijkers.

## De Kruitfabriek Sessies
Op enkele vrijdagen werd er rond 1 uur 's nachts een Kruitfabriek Sessie uitgezonden. Vanaf 17 februari 2013 was dit op een zondag. Dit was een half uur durend optreden van een artiest die onlangs in De Kruitfabriek te gast was. De Kreuners speelden er hun laatste tv-optreden.

## De Fruitfabriek
Op 25 december 2012 en 1 januari 2013 werd er een humoristisch praatprogramma met Jelle De Beule gemaakt dat De Kruitfabriek voor twee dagen verving. Dit programma, getiteld De Fruitfabriek, werd opgenomen in dezelfde studio als De Kruitfabriek. Het programma was een parodie op de actualiteit met gasten die acteurs waren en verhalen die verzonnen waren.